# 紀田上
紀 田上（き の たうえ/たがみ）は、平安時代初期の貴族。大納言・紀船守の三男。官位は従四位下・尾張守。

## 経歴
桓武朝の延暦22年（803年）従五位下に叙爵し、延暦23年（804年）内厩助次いで相模介に任ぜられ地方官に転じる。平城朝に入ると大同元年（806年）従五位上・相模守、大同3年（808年）正五位下に叙任されるなど順調に昇進する。
大同4年（809年）相模守の任期を終えて帰京するが、平城上皇に従い平城京に移る。大同5年（810年）正五位上次いで従四位下に続けて昇叙される。同年9月に発生した薬子の変に際しては、6日に嵯峨天皇の信頼が篤い坂上田村麻呂・藤原冬嗣と共に平城京の造宮使に、10日には尾張守に任ぜられるが、結局平城上皇側で活動したらしく、変平定後の15日には佐渡権守に左遷されている。
天長元年（824年）平城上皇の崩御に伴い罪を赦されて帰京するが、天長2年（825年）4月13日卒去。享年56。最終官位は散位従四位下。

## 人物
武芸を家業とする紀氏の中にあって、華やかな才能があるとして評判が高く、政務にあたっては民心を失うことがなかったという。

## 官歴
『日本後紀』による。
- 延暦22年（803年） 日付不詳：従五位下
- 延暦23年（804年） 4月8日：内厩助。9月10日：相模介
- 大同元年（806年） 日付不詳：従五位上。相模守
- 大同3年（808年） 11月17日：正五位下
- 大同5年（810年） 4月19日：正五位上。8月20日：従四位下。9月6日：造宮使。9月10日：尾張守。9月15日：佐渡権守（薬子の変）
- 天長元年（824年） 日付不詳：帰京
- 天長2年（825年） 4月13日：卒去（散位従四位下）

## 系譜
- 父：紀船守[1]
- 母：不詳
- 生母不明の子女
  - 男子：紀深江[2]（790-840）
  - 男子：紀野永[3]
  - 男子：紀永直[3]